# Aleksandr Pawłow (1894–1963)
Aleksandr Konstantinowicz Pawłow, ros. Александр Константинович Павлов (ur. 7 stycznia?/19 stycznia 1894 w guberni chersońskiej, zm. 12 września 1963 w Berkeley) – rosyjski wojskowy (kapitan), emigracyjny działacz kombatancki, wydawca i publicysta, oficer Kozackiej Brygady Kawalerii pod koniec II wojny światowej.
Ukończył gimnazjum w Kiszyniowie. Studiował na uniwersytecie w Sankt Petersburgu. W 1916 r. ukończył szkołę wojskową w Kijowie. Brał udział w I wojnie światowej. Służył w stopniu podporucznika w 495 Pułku Piechoty. Następnie walczył w wojskach Białych gen. Antona I. Denikina. Uczestniczył w marszu Jassy - Don. Służył w 2 Oficerskim Pułku Strzeleckim. Jesienią 1919 r. awansował do stopnia porucznika. Przeszedł do 4 Kompanii Piechoty 1 Drozdowskiego Pułku Piechoty. W marcu 1920 r. został sztabskapitanem. Objął dowodzenie kompanii karabinów maszynowych pułku. W poł. listopada tego roku wraz z pozostałymi żołnierzami został ewakuowany z Krymu do Gallipoli. Na emigracji zamieszkał we Królestwie SHS. W 1923 r. wyjechał na Łotwę, zaś w 1925 r. do Francji. Jesienią 1925 r. w stopniu kapitana wchodził formalnie w skład Pułku Drozdowskiego. W latach 1934–1936 był członkiem kierownictwa Stowarzyszenia Gallipojczyków. Podczas II wojny światowej mieszkał w Pradze. Na pocz. 1944 r. wstąpił do nowo formowanej w rejonie Salzburga Kozackiej Brygady Kawalerii gen. Antona W. Turkula. Po zakończeniu wojny zamieszkał w zachodnich Niemczech. W 1951 r. przybył do USA, gdzie wydawał i redagował pismo „Перекличка” (od 1960 r. „Наша Перекличка”).